# ضمير بارز
الضمير البارز هو الذي له صورة ظاهرة في اللفظ والكتابة.
مثل: (أنا آتيك به)، فكل من الضمائر (أنا - الكاف في (آتيك)، والهاء في (به)) ضمائر بارزة، لأن لها صورة ظاهرة لفظًا وخطًا.

## أقسام الضمير البارز

### المتصل
هو الذي لا يفتتح به النطق ولكن يقع في آخر الكلمة، ولا يمكن النطق به وحده.
ويقسم الضمير البارز المتصل بحسب موقعه من الإعراب إلى ثلاثة أقسام:

#### ما لا يقع إلا في محل رفع
- تاء الفاعل: مثل: (فهمتُ - للواحد المتكلم أو المتكلمة)، (فهمتَ - للمخاطب المذكر)، (فهمتِ - للمخاطبة)، (فهمتما - للمثنى المخاطب المذكر والمؤنث)، (فهمتم - لجمع الذكور المخاطبين)، (فهمتن - لجمع الإناث المخاطبات).
- ألف الاثنين: مثل: فهِما - فهمتَا - يفهمان - تفهمان - افهما.
- واو الجماعة: مثل: فهموا - يفهمون - افهموا.
- نون النسوة: مثل: فهمن - يفهمنَ - افهمنَ.
- ياء المخاطبة: مثل: افهمي.

#### نوع يقع في محل النصب ومحل الجر
وهو ثلاثة ضمائر
-ياء المتكلم: مثل: (رب ارحمني)، (رب اغفرلي).
فالياء الأولى في محل نصب مفعول به، والياء الثانية في محل جر مجرور بالحرف [اللام].
-كاف الخطاب: مثل: (أكرمتك)، (من عملك تؤجر).
فالكاف الأولى في محل نصب مفعول به، والكاف الثانية في محل جر مضاف إليه.
-هاء الغائب [للمذكر والمؤنث] مثل: (أكرمته)، (من عمله يؤجر).
فالهاء الأولى في محل نصب مفعول به، والهاء الثانية في محل جر مضاف إليه.

#### نوع مشترك بين الثلاثة [الرفع-النصب-الجر]
وهو ضمير واحد (نا الفاعلين)، مثل: (ربنا لا تؤاخذنا إن نسينا).
ف«نا» في قوله [ربنا] في محل جر مضاف إليه، و«نا» في قوله [تؤاخذنا] في محل نصب مفعول به، و«نا» في قوله «نسينا» في محل رفع فاعل.

### المنفصل
وينقسم الضمير البارز المنفصل بحسب موقعه من الإعراب إلى قسمين:
- ما لا يقع إلا في محل رفع: اثنا عشر ضميراً (أنا - نحن - أنتَ - أنتِ - أنتما - أنتم - أنتن - هو - هي - هما - هم - هن).
- ما لا يقع إلا في محل نصب: اثنا عشر ضميراً (إياي - إيانا - مياكَ - إياكما - إياكم - إياكن - إياه - إياها - إياهما - إياهم - إياهن).